# Gotthelf Heinrich Pistor
Gotthelf Heinrich Carl Pistor (* 17. Oktober 1887 in Danzig; † 4. April 1947 in Berlin) war ein deutscher Schauspieler und Opernsänger (Tenor).

## Leben und Wirken
Er war der Sohn von Hermann Gotthelf Albrecht Pistor und dessen Ehefrau Helene Ottilie geborene Zimmer. Nach dem Schulbesuch ging er ab 1908 zum Schauspielunterricht an die Berliner Schauspielschule von Max Reinhardt. Sein Schauspieldebüt gab er 1913 am Naturtheater in Breslau. Im Verlauf des Ersten Weltkrieges wechselte er zum Gesang und nahm ab 1919 Gesangsunterricht als Tenor. Als Opernsänger erhielt er seine erste Anstellung an der Oper in Hamburg. 1923 wechselte er als Heldentenor nach Nürnberg. Ab 1925 trat er auch in Bayreuth auf. Zum 1. Mai 1933 trat er der NSDAP bei (Mitgliedsnummer 2.098.487).

## Ehrungen
- 1937 Kammersänger (Verleihung durch Adolf Hitler, der anlässlich des Jahrestages der Machtergreifung 1937 mehrere Künstler mit Titeln auszeichnete[2])